# キャサリン (アラバマ州)
キャサリン（Catherine）は、アメリカ合衆国のアラバマ州ウィルコックス郡にある非法人地域。キャサリンにあるプレイリー・マンションはアメリカ合衆国国家歴史登録財に登録されている。

## 地形
キャサリンは、北緯32度11分06秒 西経87度28分08秒 / 北緯32.185度 西経87.469度座標: 北緯32度11分06秒 西経87度28分08秒 / 北緯32.185度 西経87.469度に位置しており、海抜は190フィート (58 m)。